# Фельдман, Жаклин
Жаклин Фельдман (итал. Jacqueline Feldman; род. 8 августа 1936, Париж) — французский социолог, писательница и общественный деятель.

## Биография
Жаклин Фельдман родилась 8 августа 1936 года в Париже в семье польских и еврейских иммигрантов. Ее родители переехали в Париж из Лодзи в конце 1920-х годов.
После получения в Национальном центре научных исследований в 1956 году ее отправили в Институт Нильса Бора в Копенгагене, где она защитила докторскую диссертацию по теоретической физике с Беном Роем Моттельсоном в качестве консультанта.
Фельдман работала физиком в Норвежском технологическом институте, после чего стала сотрудником ЦЕРН. В 1968 году она профессионально переключилась с теоретической физики на социологию. Она также работала над табу сексуальности, феминизмом и женщинами в науке

.
В 1967 году Фельдман и Анн Зеленски основали организацию «FMA». Во время оккупации Сорбонны в мае 1968 года Фельдман и Зеленски организовывали встречи на женскую тематику, пригласив на одну из них Эвелин Суллеро.
После создания организации Фельдман смогла лучше определить себя как женщину в обществе, где доминируют мужчины, она вместе с другими женщинами рассмотрела проблему своего нерелигиозного еврейства.
После мая 1968 года она критиковала сциентизм в статьях в журнале «Impascience». Она также опубликовала работу о Кондорсе, французском математике и философе, который первым предложил социальную математику.

## Политические взгляды
В 1960 году Фельдман поддерживала независимость Алжира, а затем активно участвовала в студенческом движении «Май 68» и защите прав женщин и трудящихся. В 2019 году она была среди активистов, обратившихся с призывом получить право на ассистированный суицид.